# Альтдорфер, Альбрехт
Альбрехт Альтдорфер (нем. Albrecht Altdorfer; около 1480, Регенсбург, Бавария — 12 февраля 1538, Регенсбург) — немецкий художник эпохи Северного Возрождения. Наряду с Лукасом Кранахом Старшим и Вольфом Хубером один из самых известных представителей дунайской школы, рисовальщик, живописец, архитектор и гравёр по дереву. Один из первых немецких художников, обратившихся к пейзажу как к самостоятельному жанру изобразительного искусства.

## Биография
Альбрехт Альтдорфер родился около 1480 года в Регенсбурге. Его отец, Ульрих Альтдорфер, живописец родом из Амберга в Баварии, за несколько лет до рождения сына получил статус гражданина Регенсбурга. В 1491 году Ульрих, испытывающий материальные затруднения, отказался от регенсбургского гражданства и покинул город. Об образовании Альбрехта ничего неизвестно, вероятно, первые навыки рисования он получил от отца. С 1505 года жил в Регенсбурге, много путешествовал. В 1511 году предпринял поездку по Дунаю к австрийским Альпам, делая зарисовки. В 1516—1518 годах работал в монастыре Святого Флориана близ Линца. С 1513 года находился на службе у императора Максимилиана I в Инсбруке (Тироль, Австрия), где выполнил несколько заказов императорского двора.

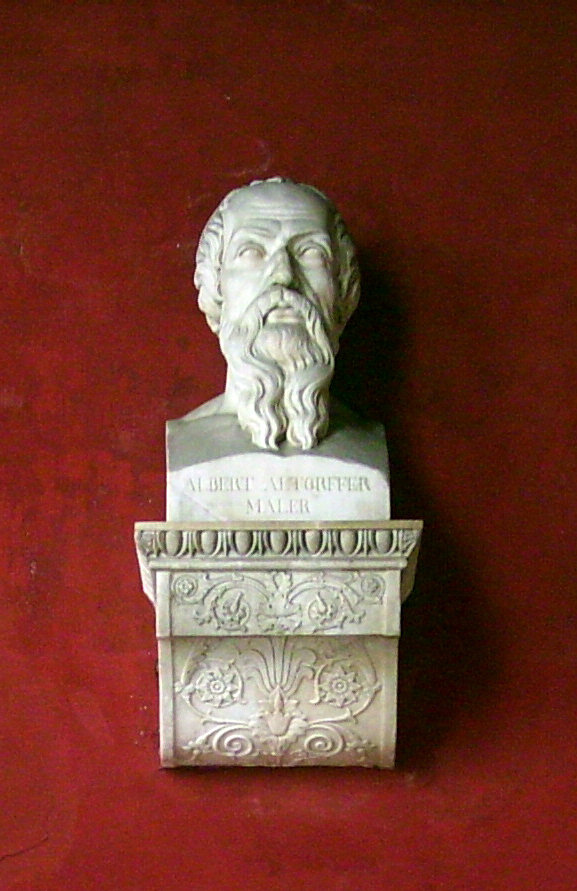
Бюст Альбрехта Альтдорфера в мюнхенском Зале Славы

Около 1526 года, возможно, побывал в Италии.
С 1519 года был членом «Совета по внешним связям» (Ausseren Rates) города Регенсбурга, и в этом качестве участвовал в изгнании евреев из города, разрушении синагоги и строительстве на её месте церкви Св. Марии. В период протестантской Реформации посвятил себя главным образом архитектуре. Сделавшись богатым бюргером, отказался от почётной должности бургомистра. С 1526 года был главным архитектором Регенсбурга, отвечая, в частности, за укрепления города.
С 1535 года являлся послом Регенсбурга при императорском дворе в Вене. Скончался 12 февраля 1538 года в Регенсбурге. Современники видели в нём прежде всего архитектора. Об этом говорит могильная плита, на которой написано, что под ней похоронен строитель.
Его младший брат, Эрхард Альтдорфер (около 1480—1561) также был художником: живописцем, гравёром и архитектором. Братья начинали работать вместе в одной мастерской в 1506 году. Эрхард учился у Лукаса Кранаха Старшего и служил придворным художником в Шверине с 1512 года и до своей смерти в 1561 году.

## Творчество
Альбрехт Альтдорфер начинал работать гравёром по меди. В 1506 году впервые стал ставить на гравюрах свою подпись, созданную в подражание знаменитой монограмме Альбрехта Дюрера. Самые ранние из известных живописных работ художника датированы 1507 годом. Альтдорфер много рисовал, некоторые композиции заимствовал из произведений А. Дюрера, но более всего рисовал пейзажи. Именно Альтдорфер по праву считается создателем школы пейзажа в немецком искусстве, основанном на непосредственных впечатлениях и рисунке с натуры.
В живописи Альтдорфер начинал как мастер миниатюрных композиций, впечатляющих мельчайшей, ювелирной проработкой деталей. Такие картины, как например, «Лесной пейзаж с битвой Св. Георгия» (1510), необычайно малы по размеру (28 х 22,5 см; картина написана на пергаменте, наклеенном на доску), в Германии их называли  «Feinmalerei»  (тонкая, изящная, или мелкая, живопись), действительно схожи с книжными миниатюрами. Однако «грандиозное видение природы» придают картине качество монументальности. На основании формального сходства размеров произведений художника иногда неправомерно относят к школе кляйнмайстеров (мастеров малого формата), художников-гравёров, последователей Дюрера.
Художник участвовал в выполнении заказов императора Максимилиана I, делал рисунки к «Триумфальной арке», «Триумфальному шествию», «Молитвеннику Максимилиана».
В своих живописных произведениях, разнообразных по жанрам, Альбрехт Альтдорфер отразил «сказочное и фантастическое видение мира» (М. Я. Либман), свойственное немецким художникам Северного Возрождения. Отчасти такое восприятие природы, как и у других художников дунайской школы, сложилось под влиянием идей пантеизма, распространённых в то время в реформаторских кругах южной Германии и Австрии. Стиль его зрелых произведений отличает «невероятное сочетание ирреального, мистического ощущения пространства и педантичного натурализма в проработке мельчайших деталей».
Его самое знаменитое произведение: «Битва Александра» (нем. Die Alexanderschlacht), созданное в 1528—1529 годах по заказу герцога Баварии Вильгельма IV (ныне хранится в Старой пинакотеке в Мюнхене). Это подлинно космическая феерия, полутораметровая картина (158 × 120 см), написанная маслом на дереве, с огромным количеством мельчайших фигур, увиденных с «высоты птичьего полёта», почти из космоса: часть земного шара и неба с восходящим солнцем, затмевающим луну, Средиземным и Красным морями, островом Кипр, Египтом и дельтой Нила.
Немецкий романтик, писатель и философ Фридрих Шлегель назвал картину «Илиадой живописи».
Одной из странностей искусства Альтдорфера являются яркие, «кричащие» краски, явная дисгармония рисунка и цвета, обилие «жёстко нарисованных» деталей, разрушающих пространственную целостность композиции. Эти качества усилились в поздний период творчества, их трудно объяснить старостью художника или внешними влияниями. «Вероятно, что Альтдорфера постигла трагедия, общая для большинства немецких художников, переживших взлёт первой трети века. Кризис, наступивший во всех областях жизни в 1530-е годы, должен был раньше или позже повлиять и на творчество художников».
Наследие Альбрехта Альтдорфера составляют 55 картин на дереве маслом, 24 картины на пергаменте, 120 рисунков, 125 гравюр на дереве, 78 гравюр на меди, 37 офортов.

## Произведения
- «Отдых на пути в Египет» (1510)
- «Святая ночь (Рождество)» (1511—1513)
- «Победа Карла Великого над аварами у Регенсбурга» (1518)
- «Пейзаж с мостиком» (1522)
- «Битва Александра» (1529)(Дерево, масло. 158 x 120 см)
- «Сусанна в купальне» (1526)
- «Христос на кресте» (1528)
- «Христос на Масличной горе»
- «Святое семейство у фонтана» («Отдых на пути в Египет») (1510) (Картинная галерея в Берлине)
- «Лесной пейзаж с битвой св. Георгия с драконом» (1510) (Техника: масло. Материал: дерево.)
- «Святая ночь» (1511—1513) (Размеры: 36,2 x 26 см)
- «Прощание святого Флориана с монастырем» (1530, Галерея Уффици, Флоренция)(Техника: масло. Материал: дерево.)
- «Пейзаж с семьёй Сатира» (1507) (Техника: масло. Материал: дерево. Размеры: 23 x 20,5 см) (Государственные музеи Берлина)
- «Причастие апостолов» (1516—1518, Государственный музей Картинная галерея', Берлин)
- «Лот и его дочери» (1537, Музей истории искусства, Вена, Австрия)
- «Арест Иисуса Христа» (1509—1516)
- «Святые Мария и Иоанн Креститель рядом с распятым Иисусом Христом» (1512)
- «Большая пихта (ель)» (1512—1522) (Техника: офорт. Размеры: 17,8 x 23,6 см. Музей Фицуильяма)
- «Погребение» (1516)
- «Воскресение Иисуса Христа» (1516) (Музей истории искусств' в Вене)
- «Пейзаж и дорога» (1518)
- «Иисус Христос в Гефсиманском саду» (1518)
- «Бичевание Иисуса Христа» (1518)
- «Мадонна с Младенцем» (1520—1525)(Материал: дерево. Размеры: 49,4 x 35,5 см. Музей изобразительных искусств (Будапешт))
- «Прощание Иисуса Христа с Матерью» (1520)
- «Иисус Христос на Кресте» (1520)
- «Дунайский пейзаж» (1520—1525)
- «Портрет женщины» (1525—1530)(Техника: масло. Материал: панель. Размеры: 59 x 45,2 см. Музей Тиссена-Борнемисы)
- «Рождество Марии» (1525)
- «Распятие» (1528)
- «Мученичество Святого Флориана» (1530)
- «Кающийся святой Иероним» (1507) (Техника: масло. Материал: дерево.)
- «Усекновение главы Иоанна Крестителя» (1508) (Размеры: 31 x 24 см. Музей истории искусств в Вене)
- «Пилат умывает руки перед народом» (1509)
- «Святое семейство с ангелом» (1515) (Размеры: 22,5 x 20,5 см. Галерея: Музей истории искусств в Вене)
- «Пленение святого Флориана» (1516—1518) (Техника: масло. Материал: дерево. Размеры: 78,4 x 65,1 см. Германский национальный музей в Нюрнберге)
- «Поклонение волхвов» (1530—1535)(Техника: масло. Материал: дерево. Размеры: 108,5 x 78 см)
- «Фридрих I Победоносный»
- «Святой Георгий, поражающий дракона»
- «Святой Петр»

## Галерея

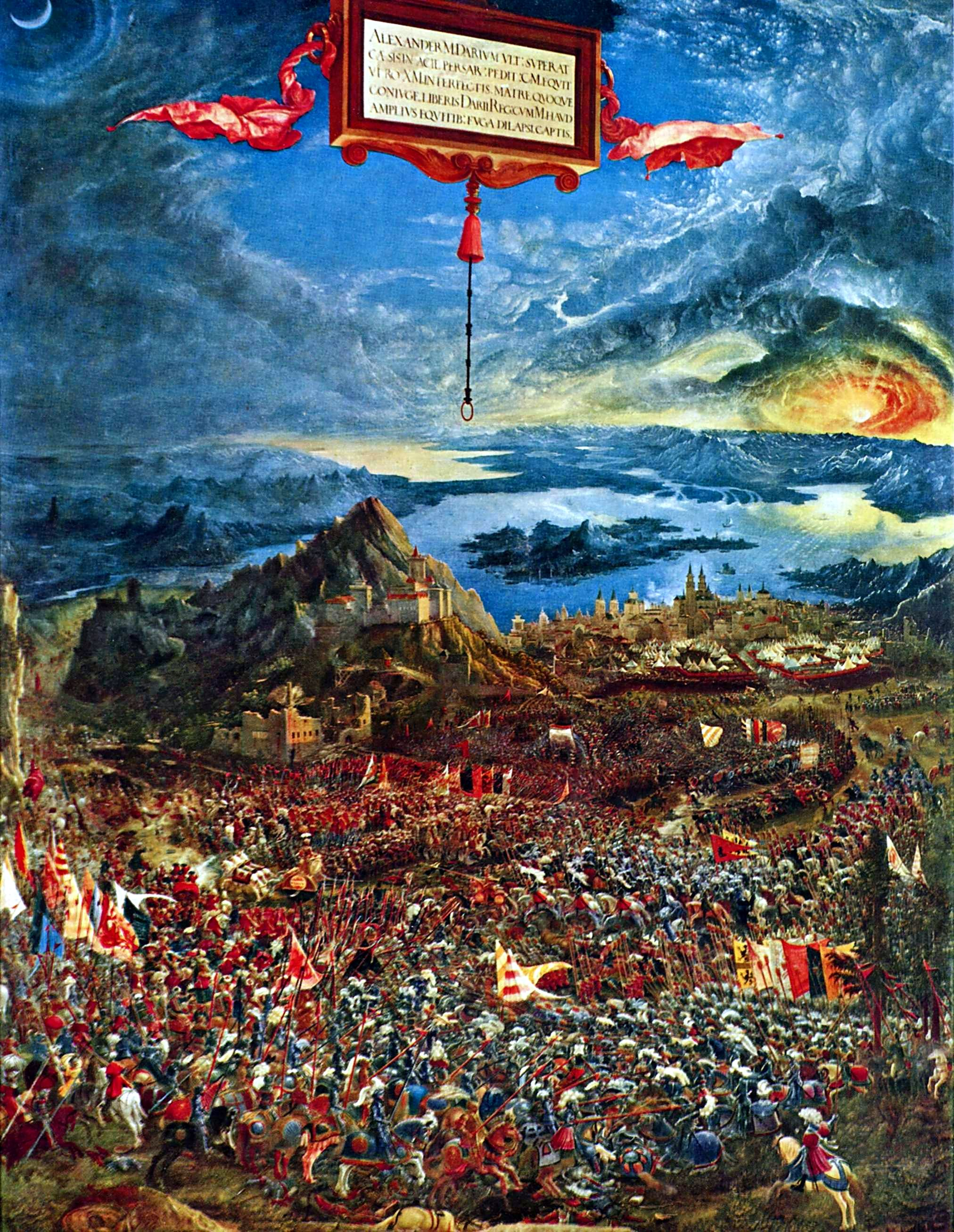
Битва Александра. 1529. Старая пинакотека, Мюнхен
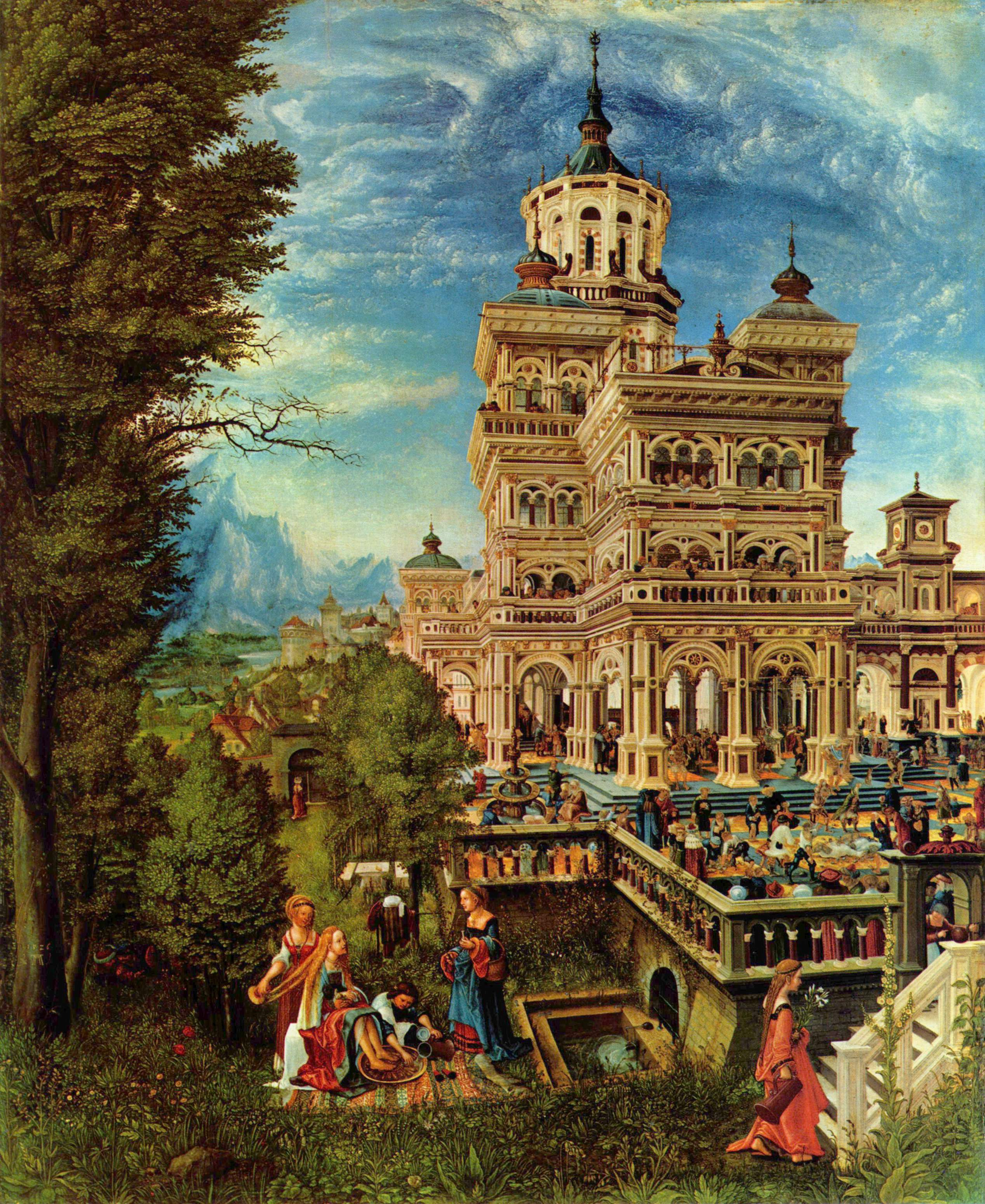
Сусанна в купальне. 1526. Старая пинакотека, Мюнхен
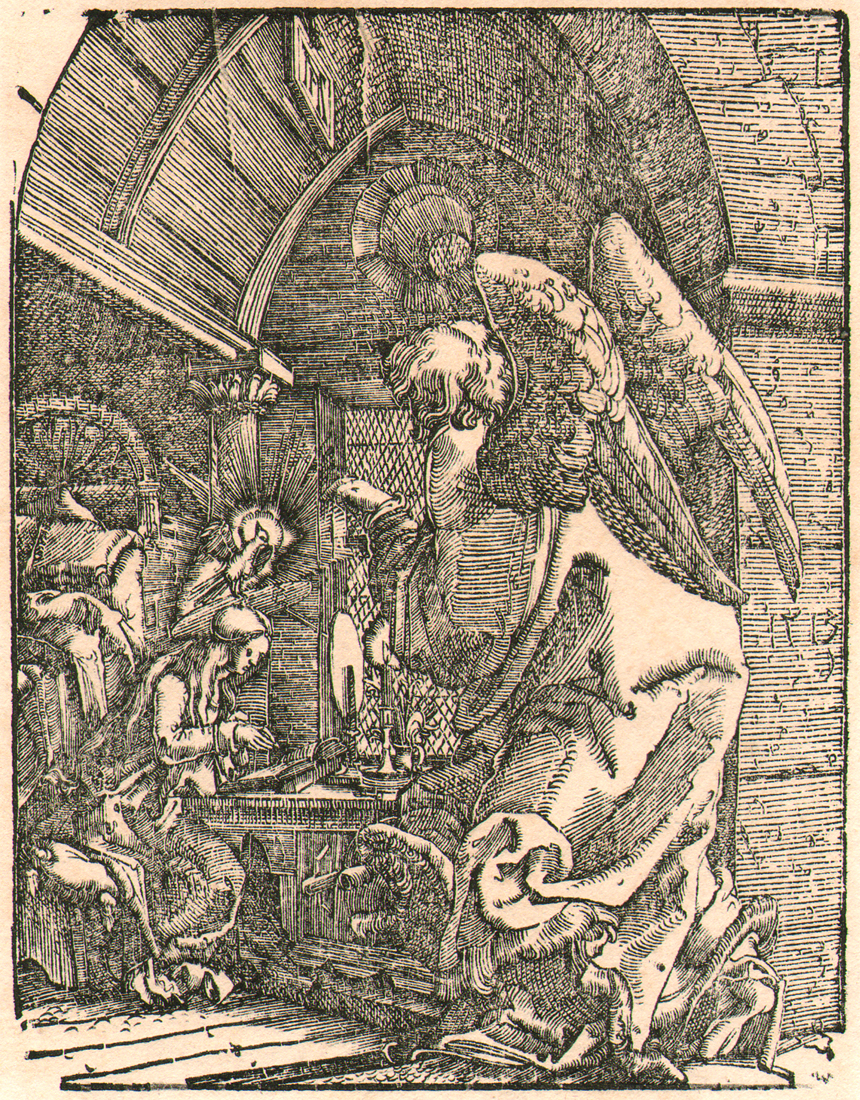
Благовещение. 1513. Старая пинакотека, Мюнхен
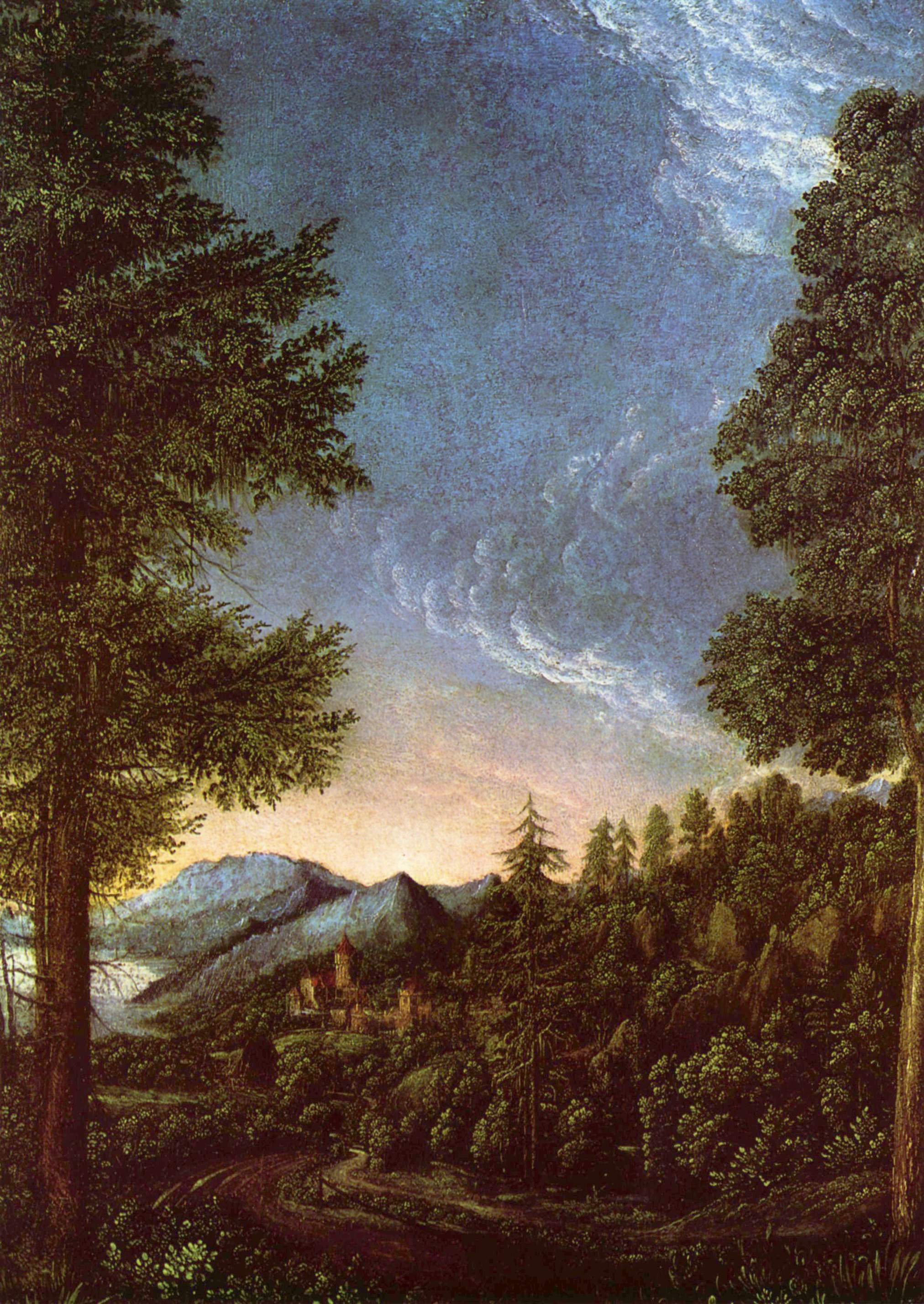
Пейзаж с замком Вёрт. 1510-е гг. Старая пинакотека, Мюнхен
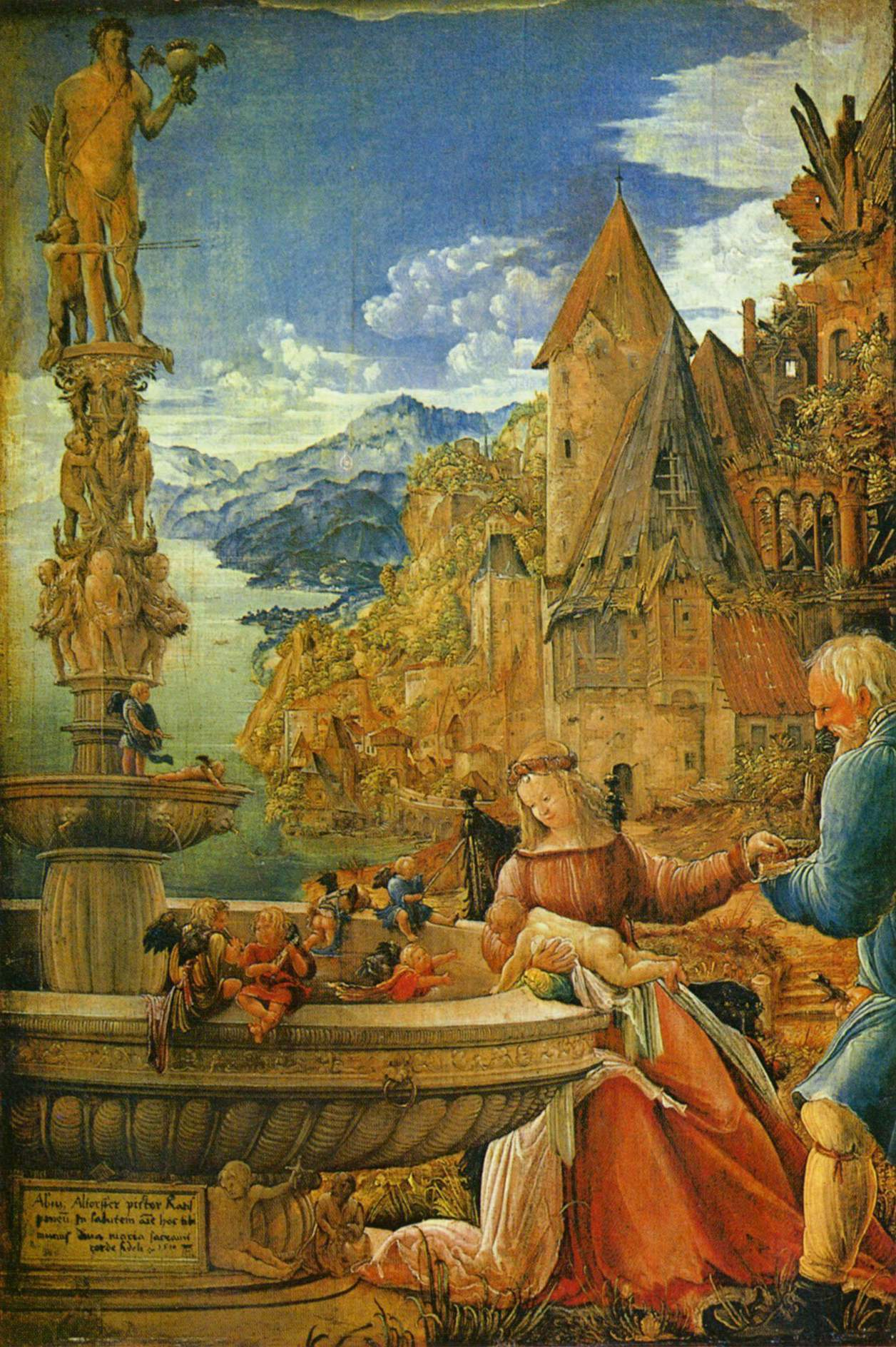
Святое семейство у фонтана (Отдых на пути в Египет). 1510. Государственные музеи Берлина. Берлин
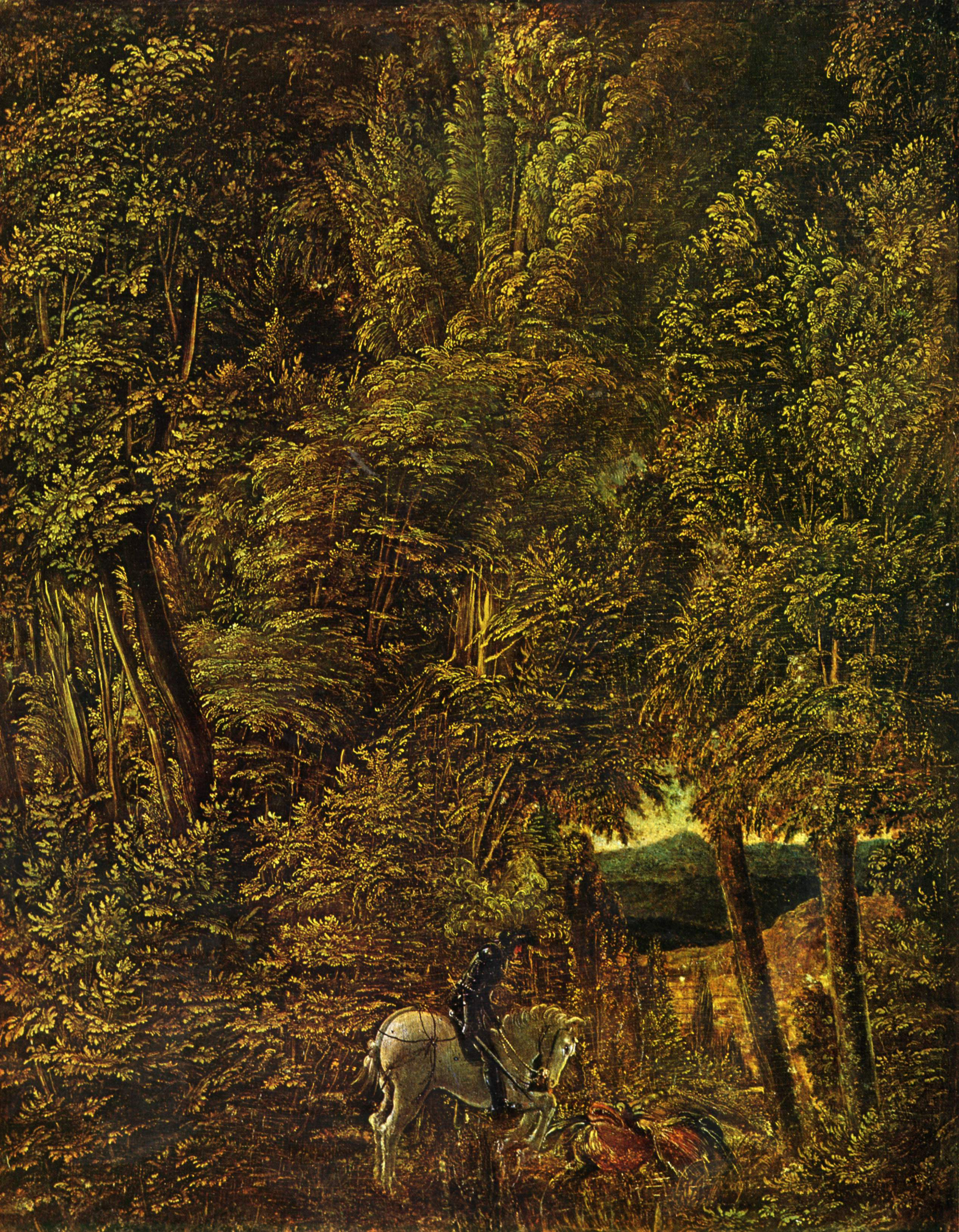
«Лесной пейзаж с битвой св. Георгия с драконом». 1510. Старая пинакотека, Мюнхен
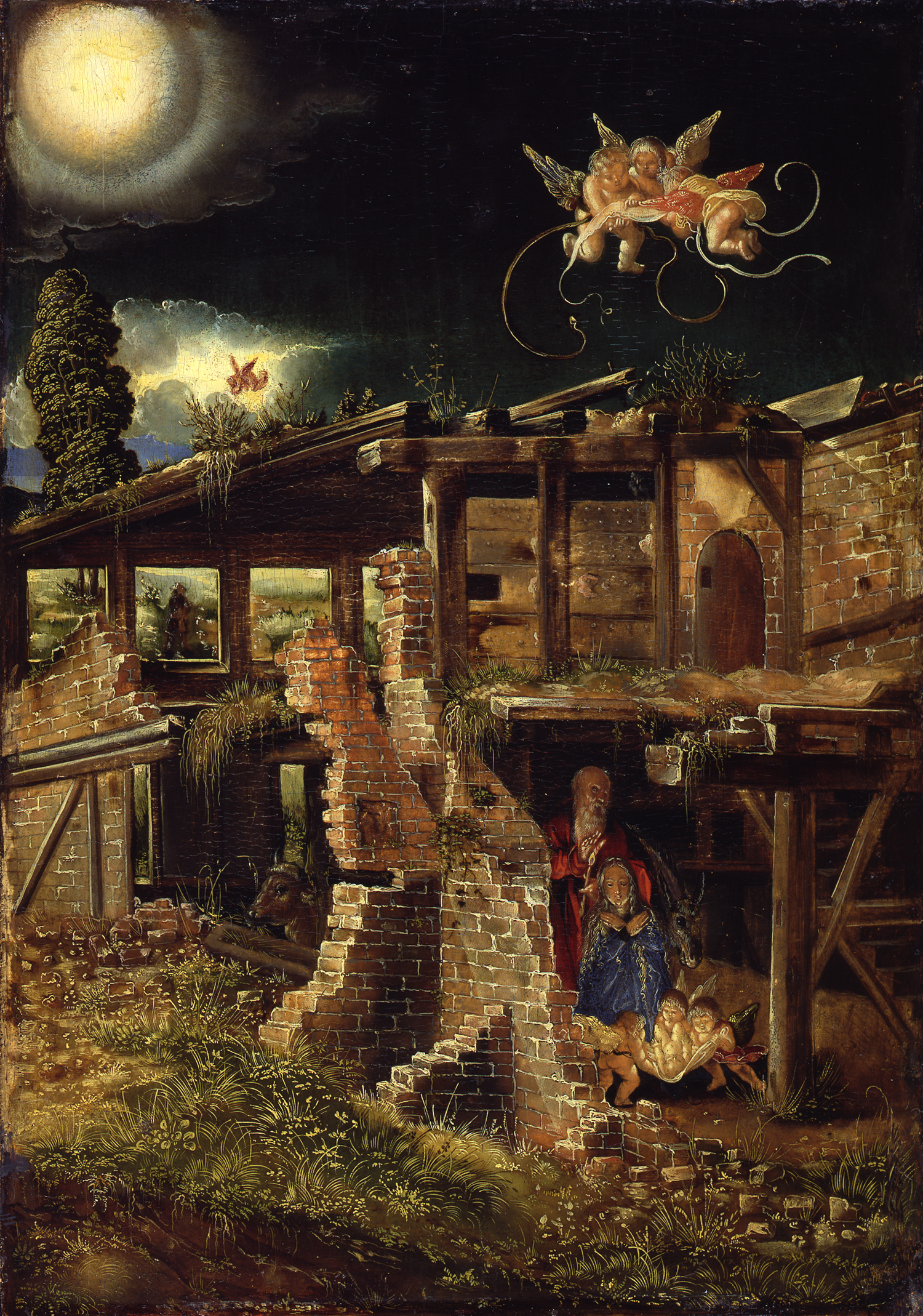
Святая ночь (Рождество). 1512. Государственные музеи Берлина, Берлин
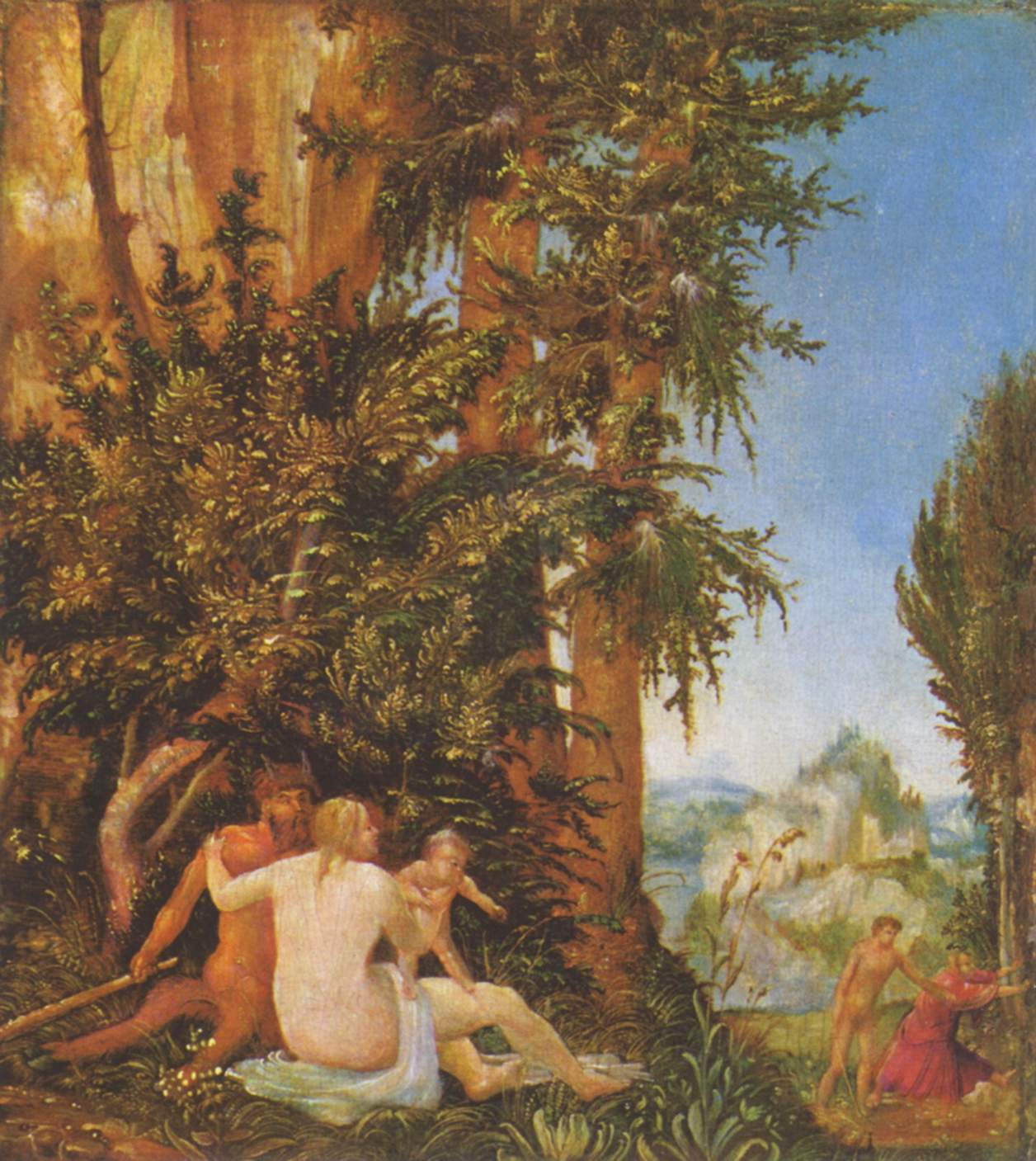
Пейзаж с семьёй Сатира». 1507. Государственные музеи Берлина. Берлин
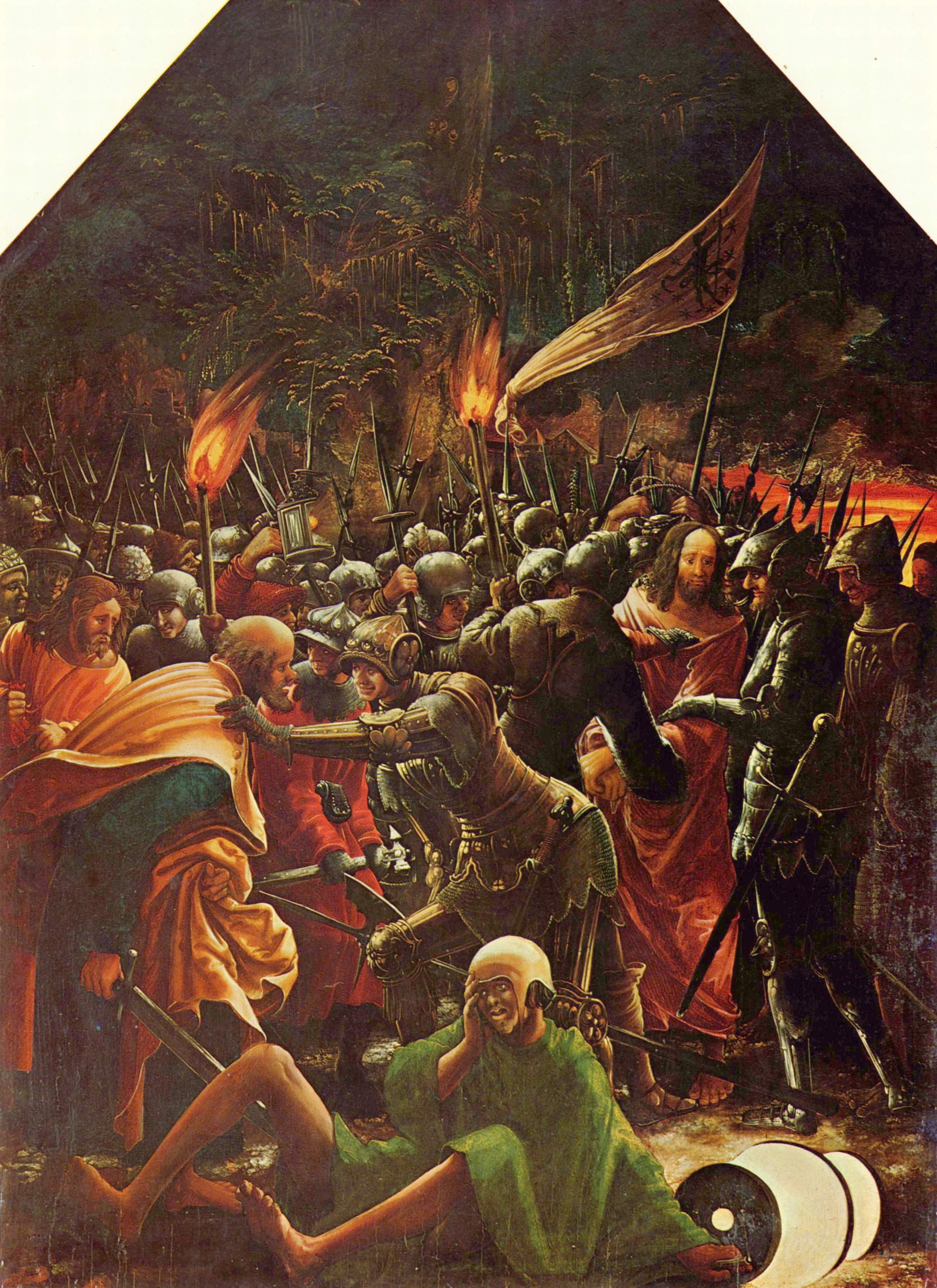
«Арест Иисуса Христа. 1509-1516
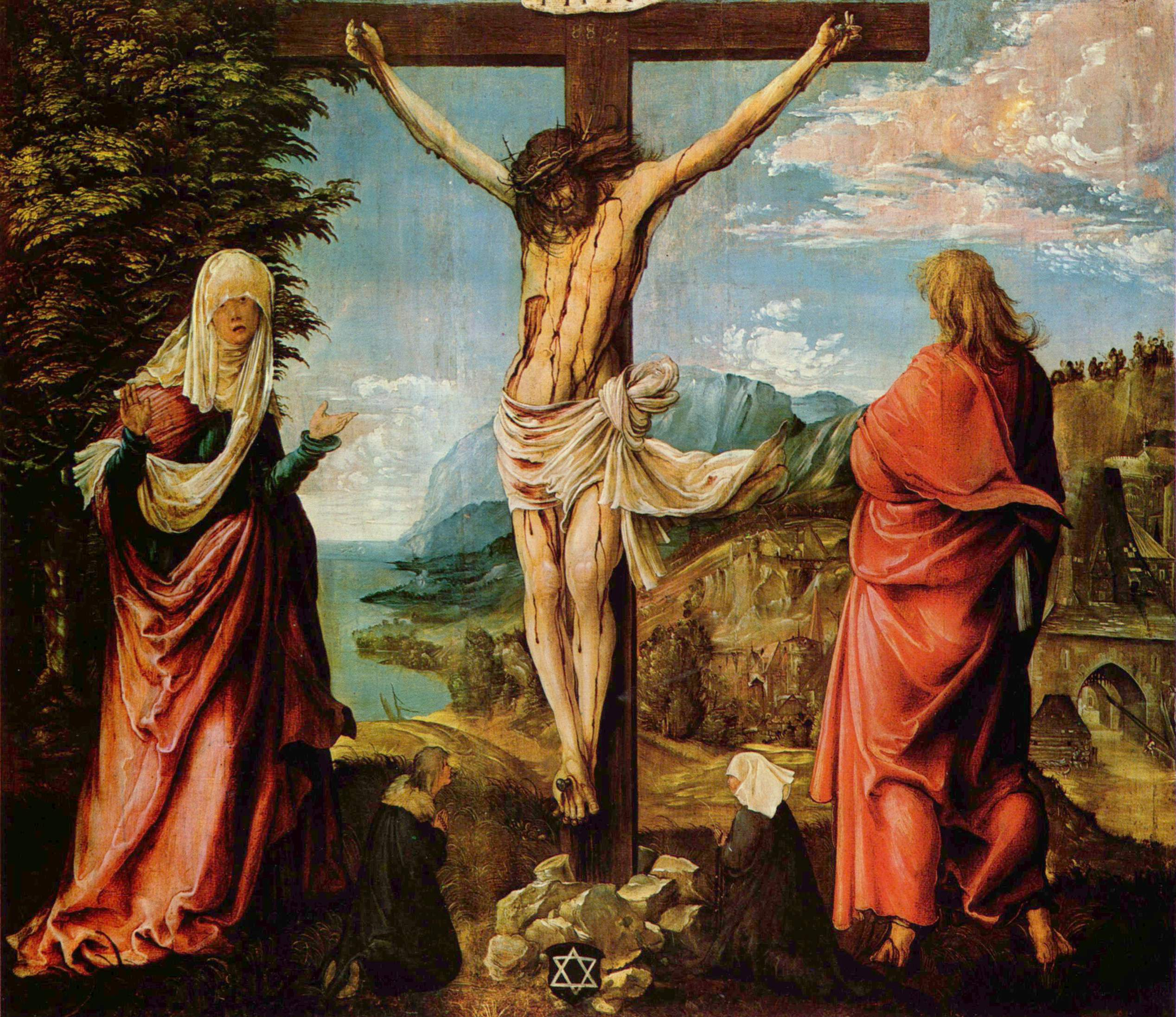
Святые Мария и Иоанн Креститель рядом с распятым Иисусом Христом. 1512
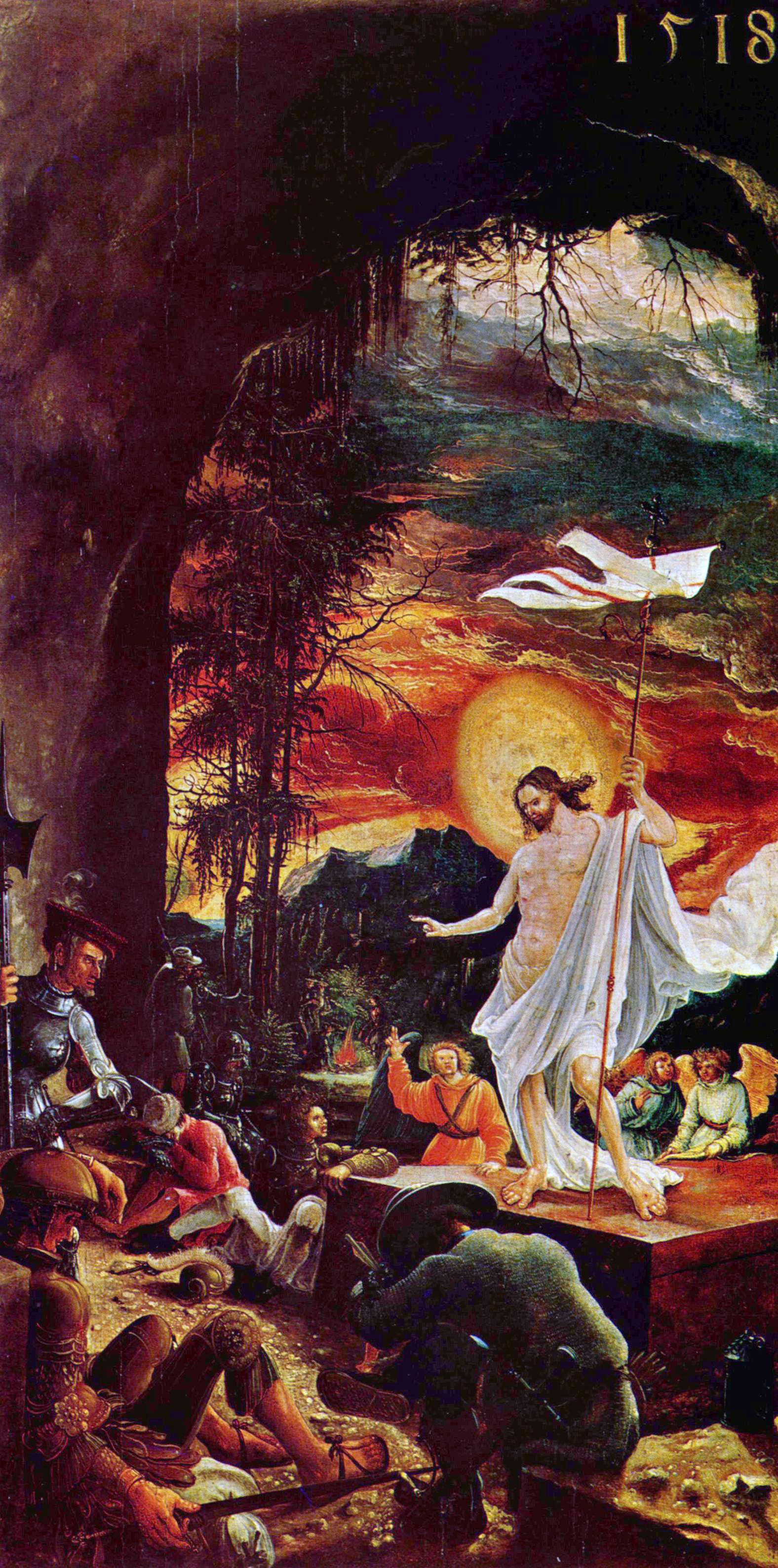
Воскресение Христа. 1516
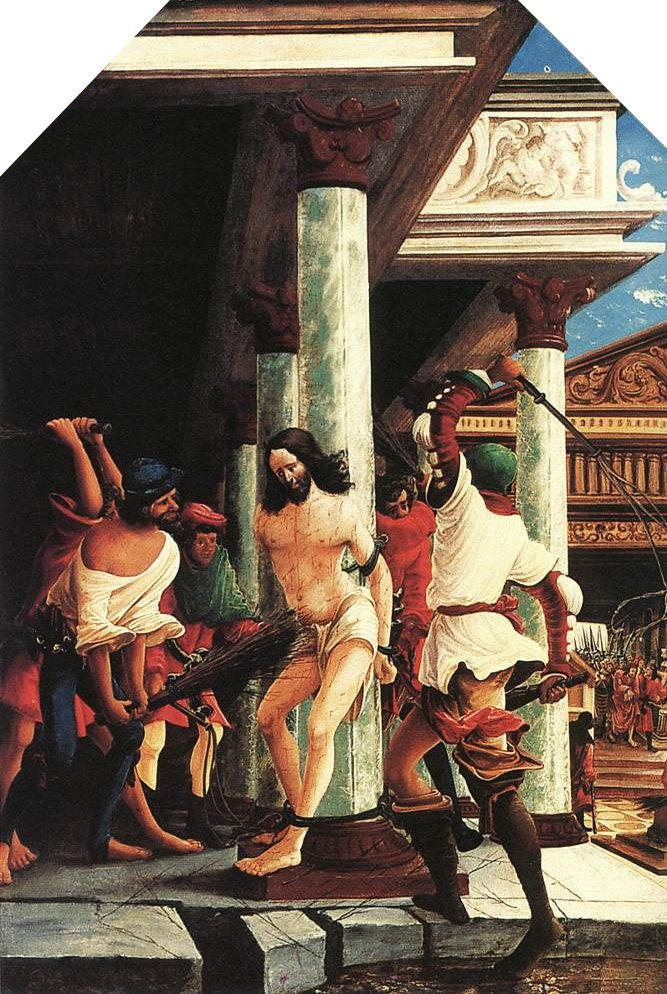
Бичевание Христа. 1518
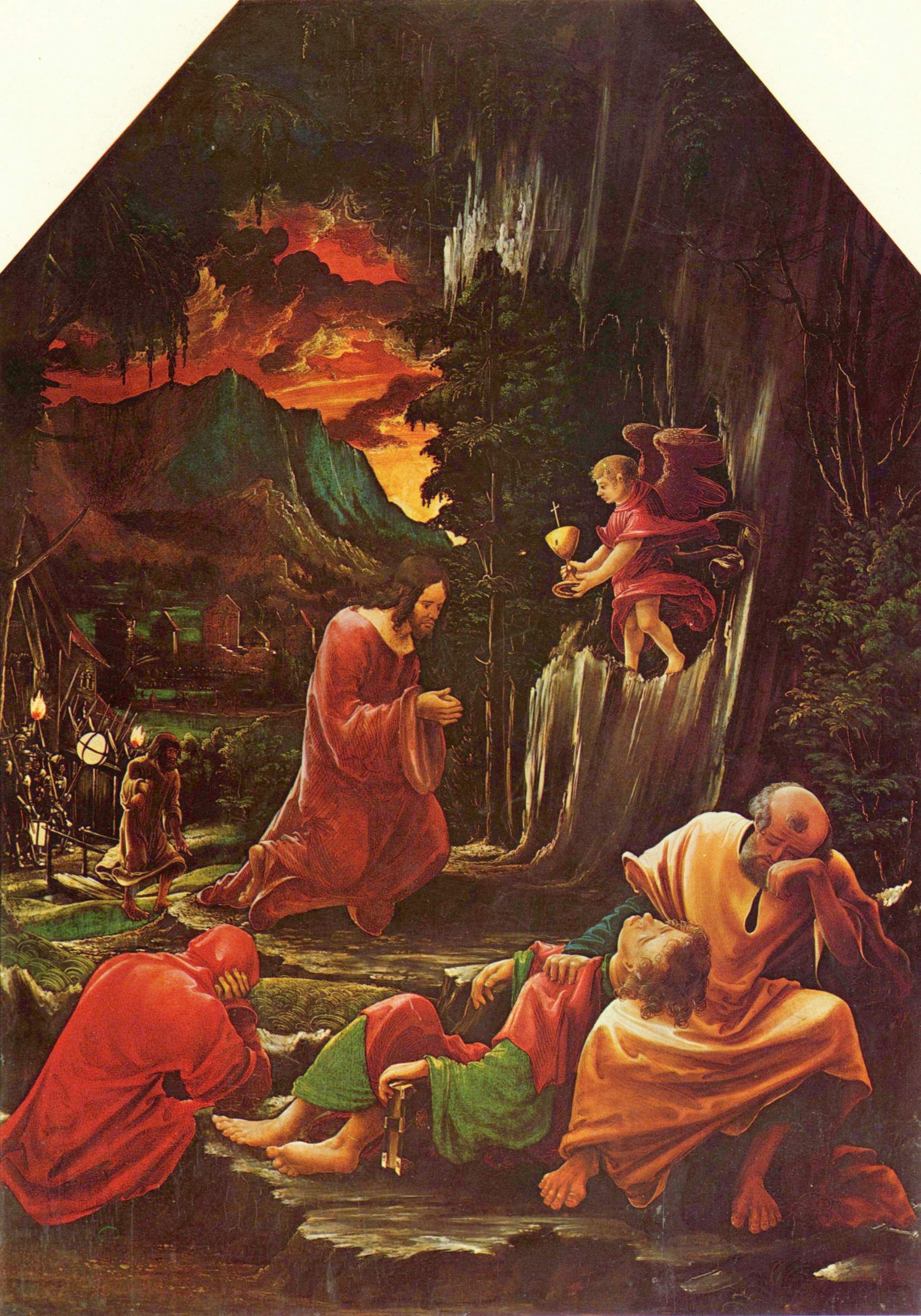
Иисус Христос В Гефсиманском саду. 1518
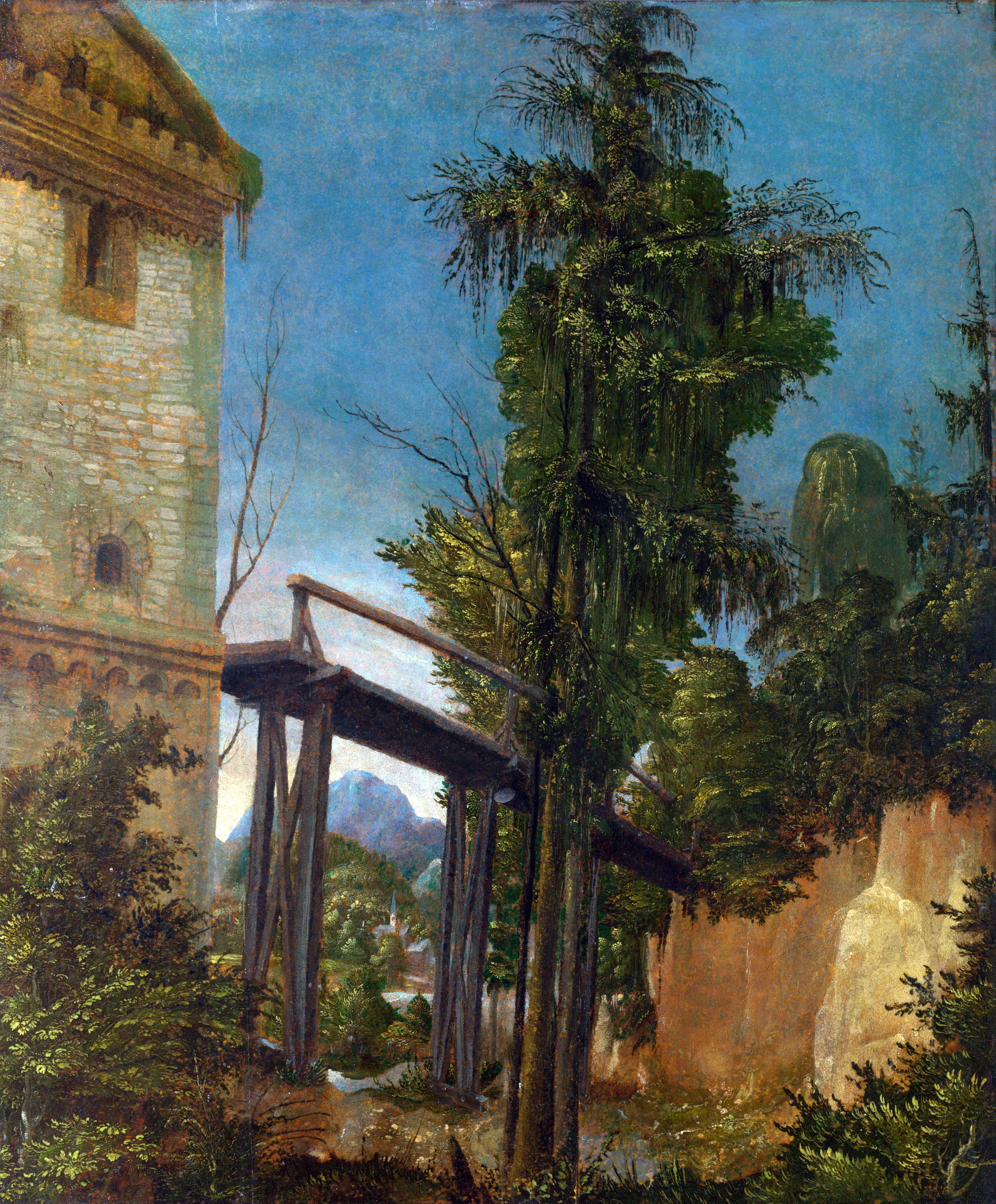
Пейзаж и дорога. 1518
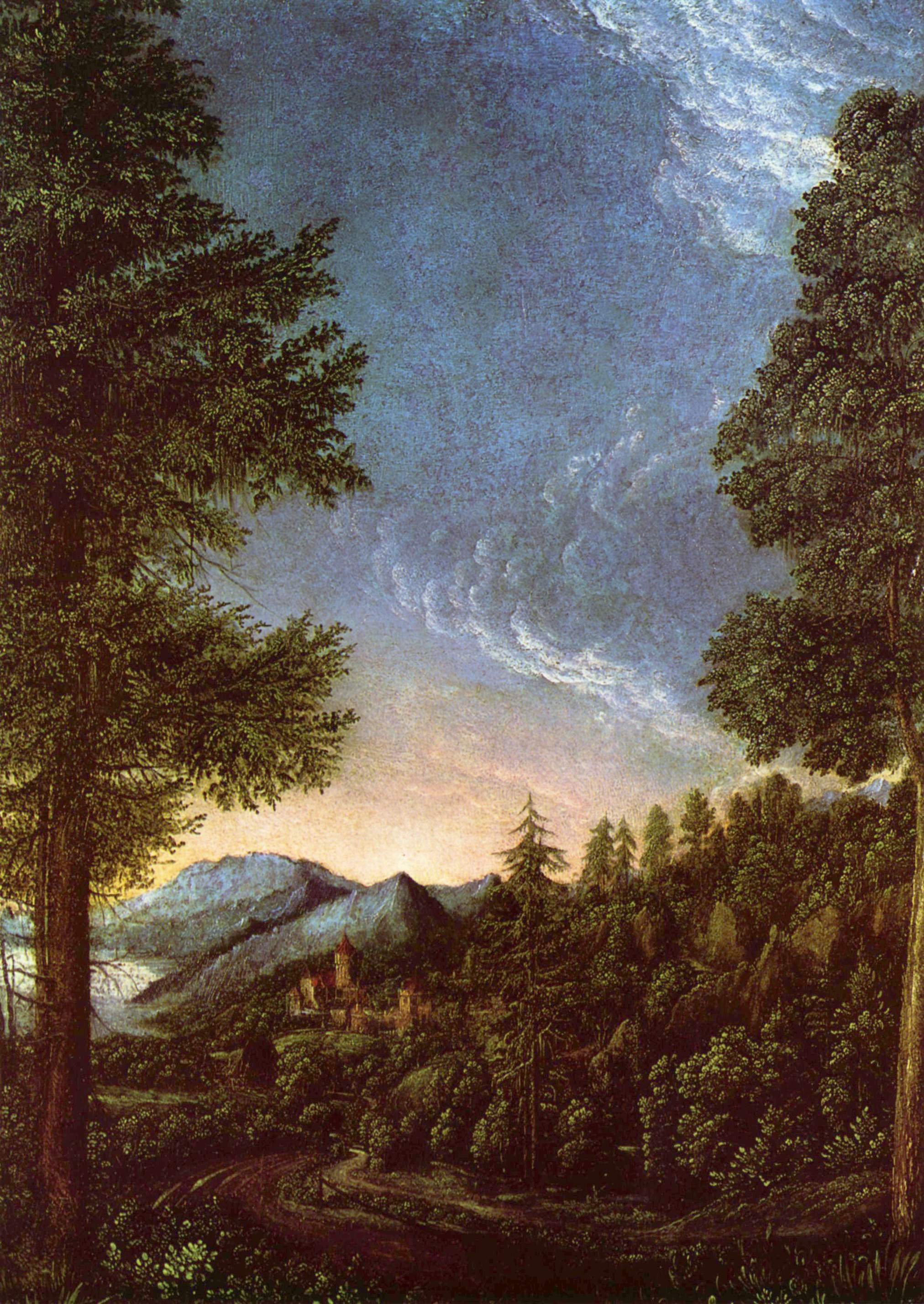
Дунайский пейзаж. 1520-1525
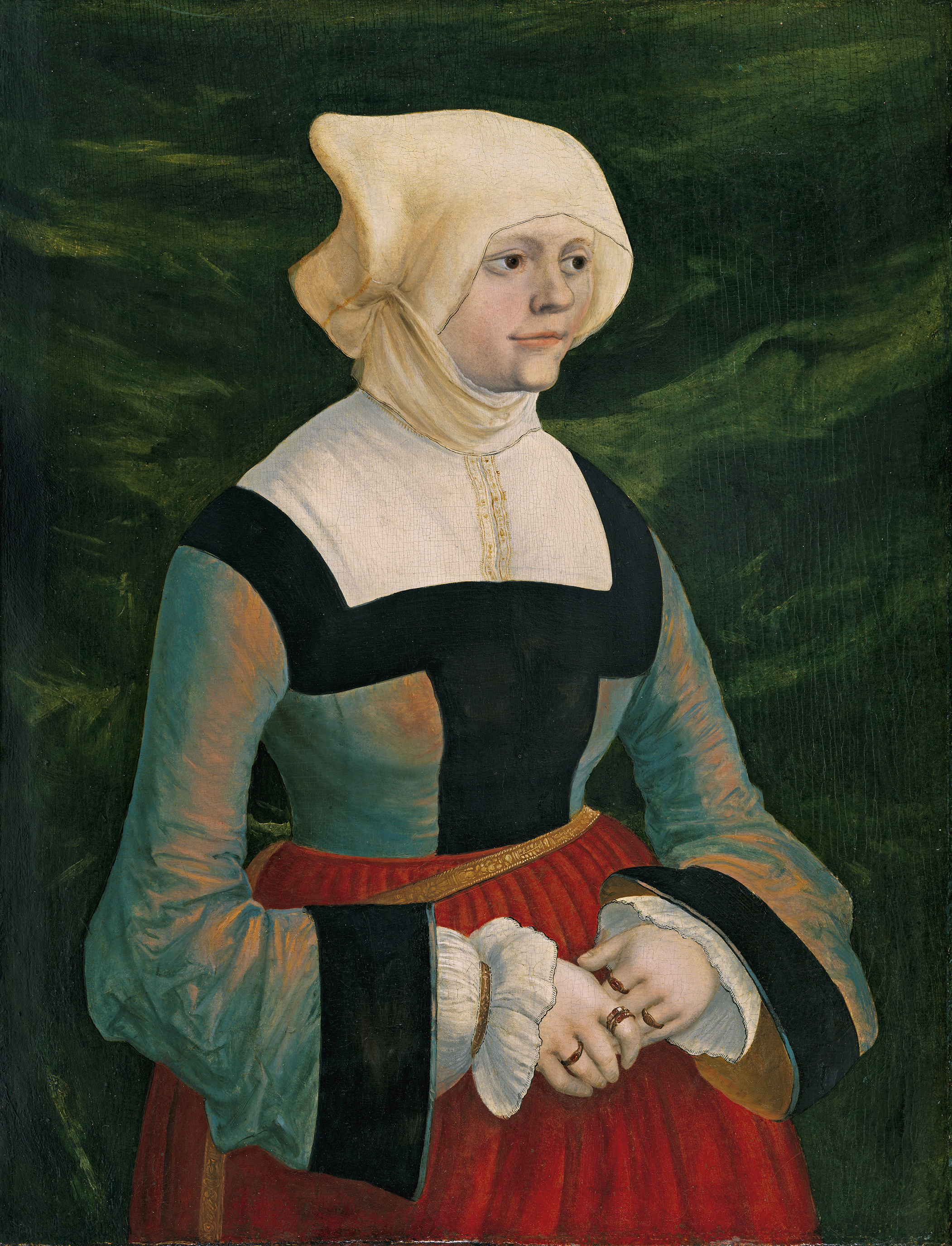
Портрет женщины.
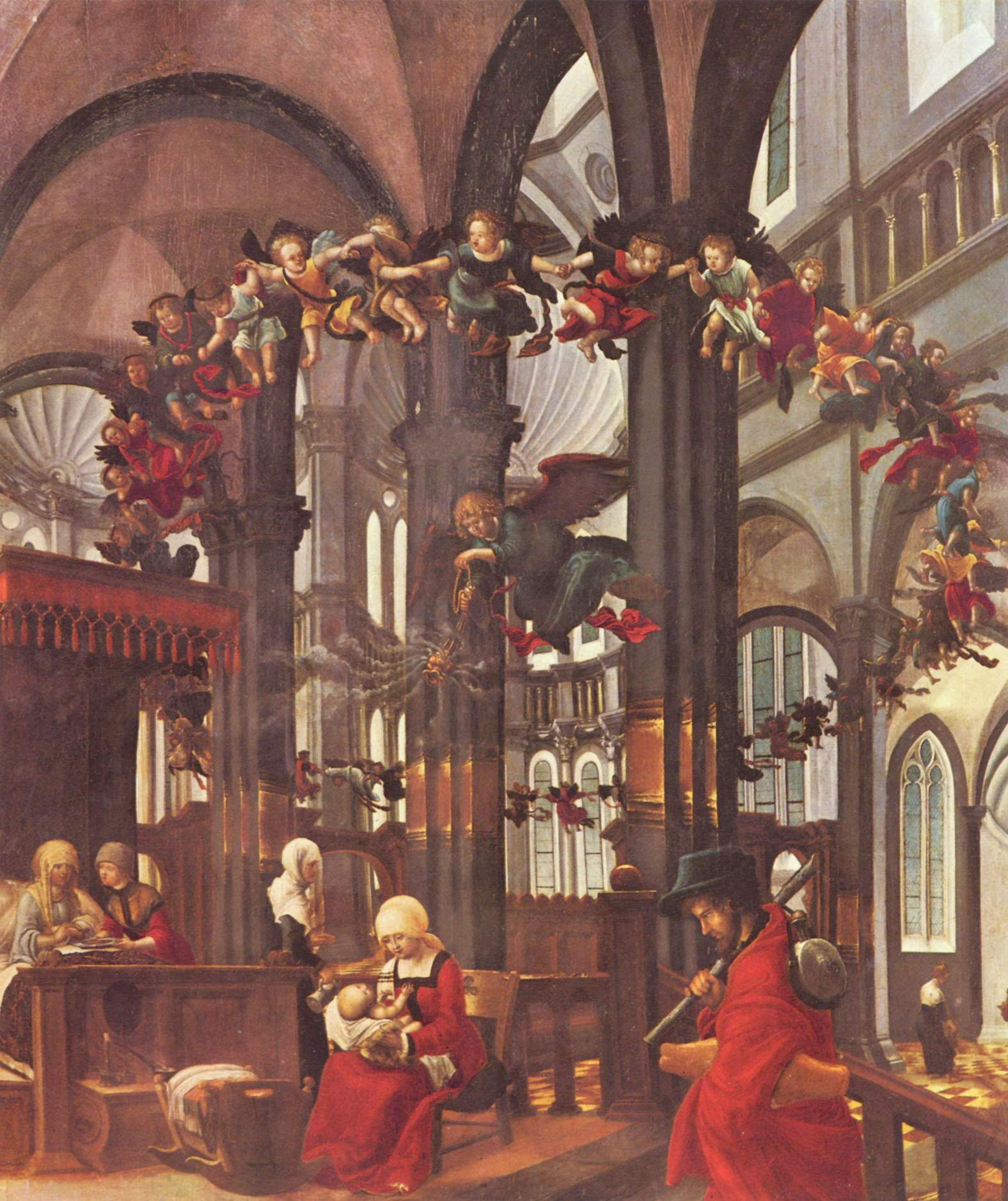
Рождество Марии. 1525
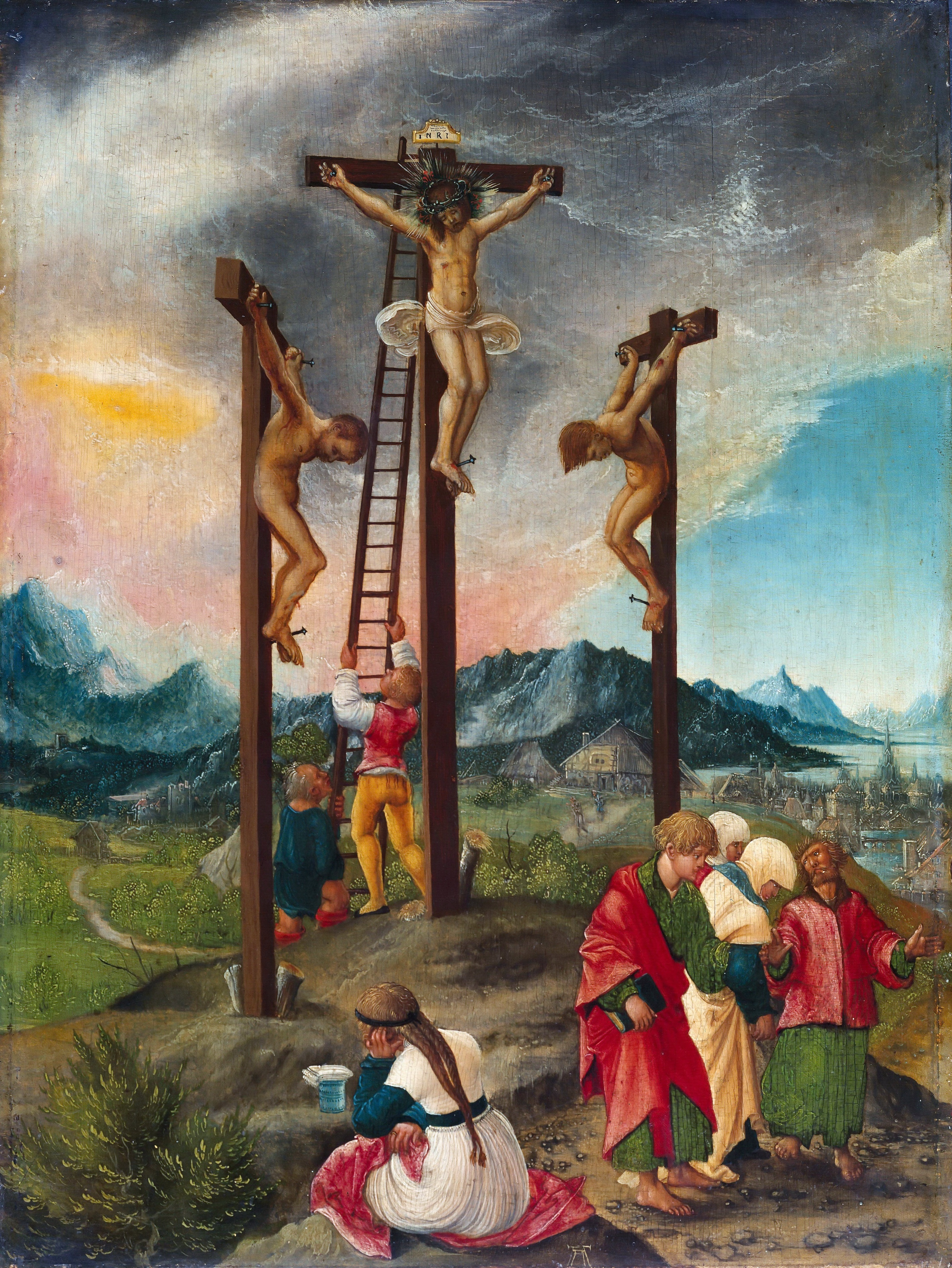
Распятие Христа. 1528
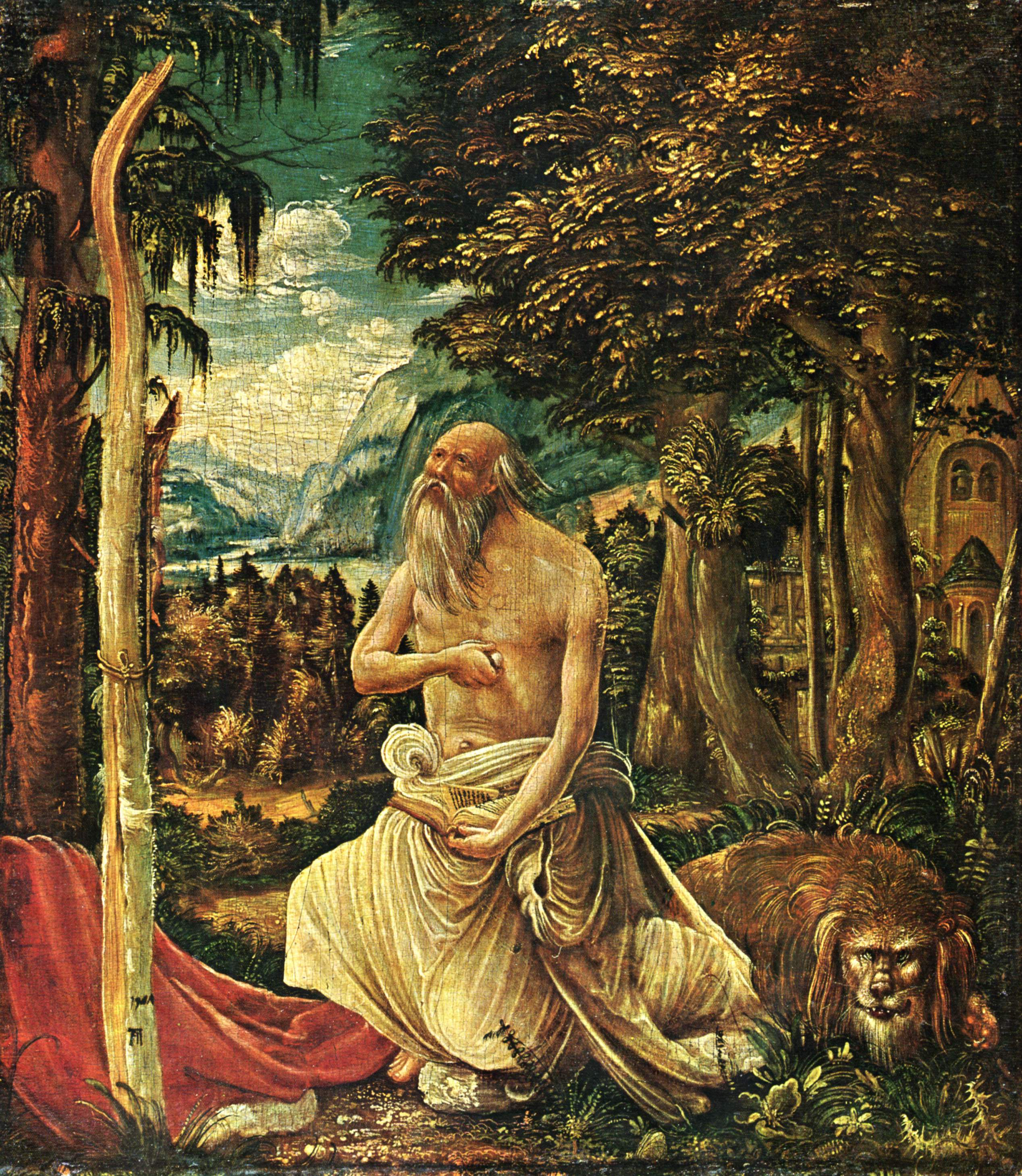
Кающийся святой Иероним. 1507
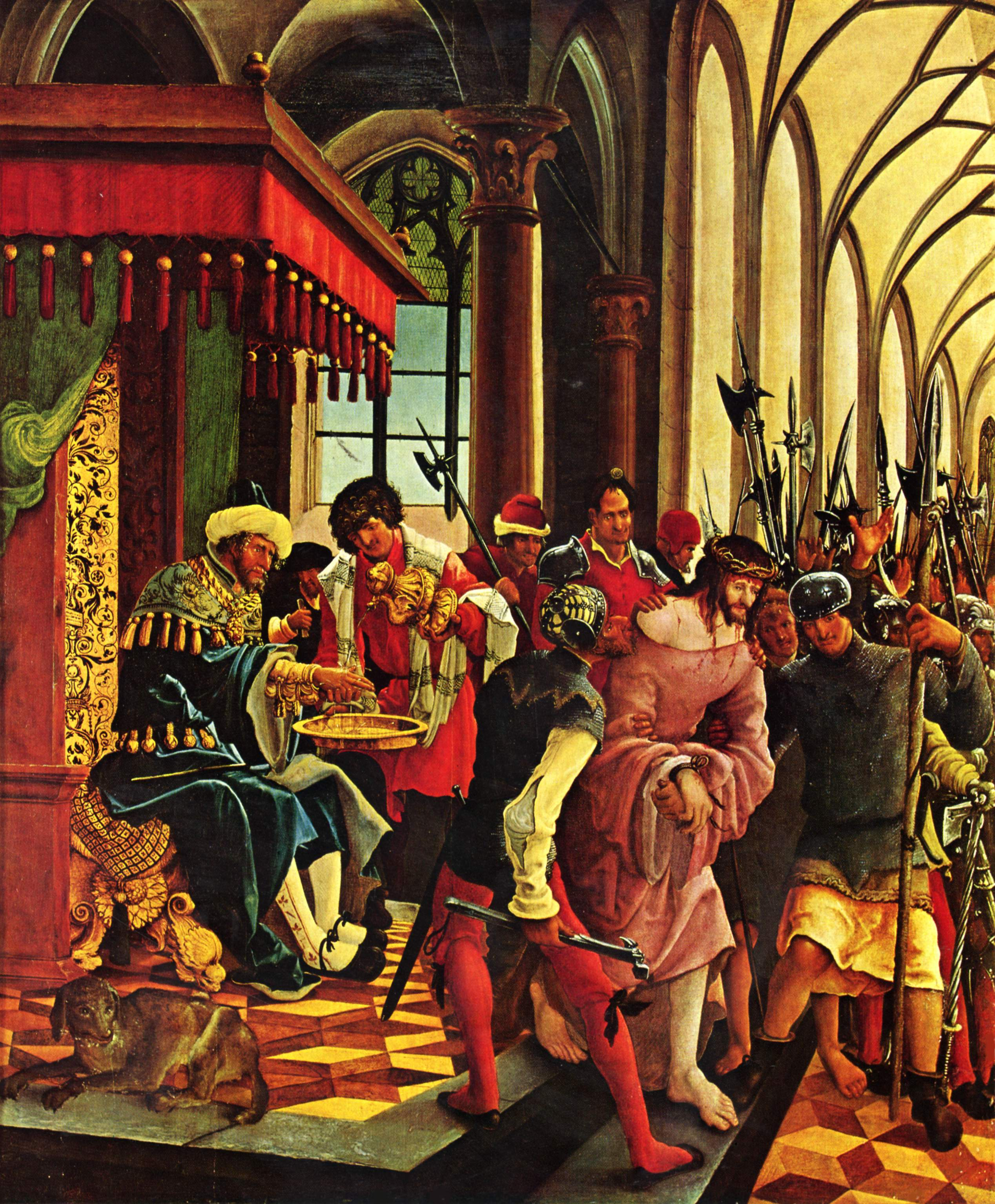
Пилат умывает руки перед народом. 1509
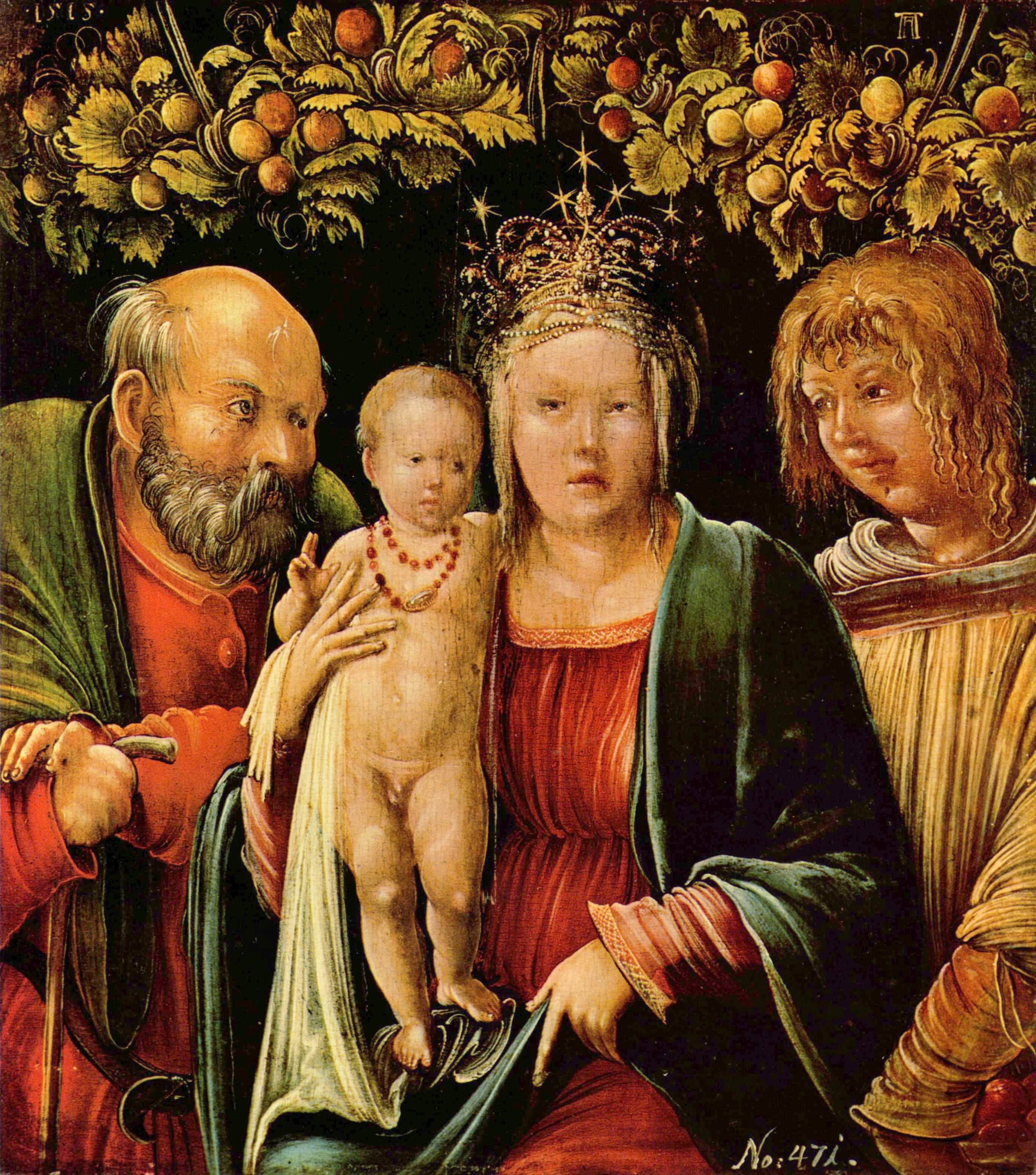
Святое семейство с ангелом. 1515
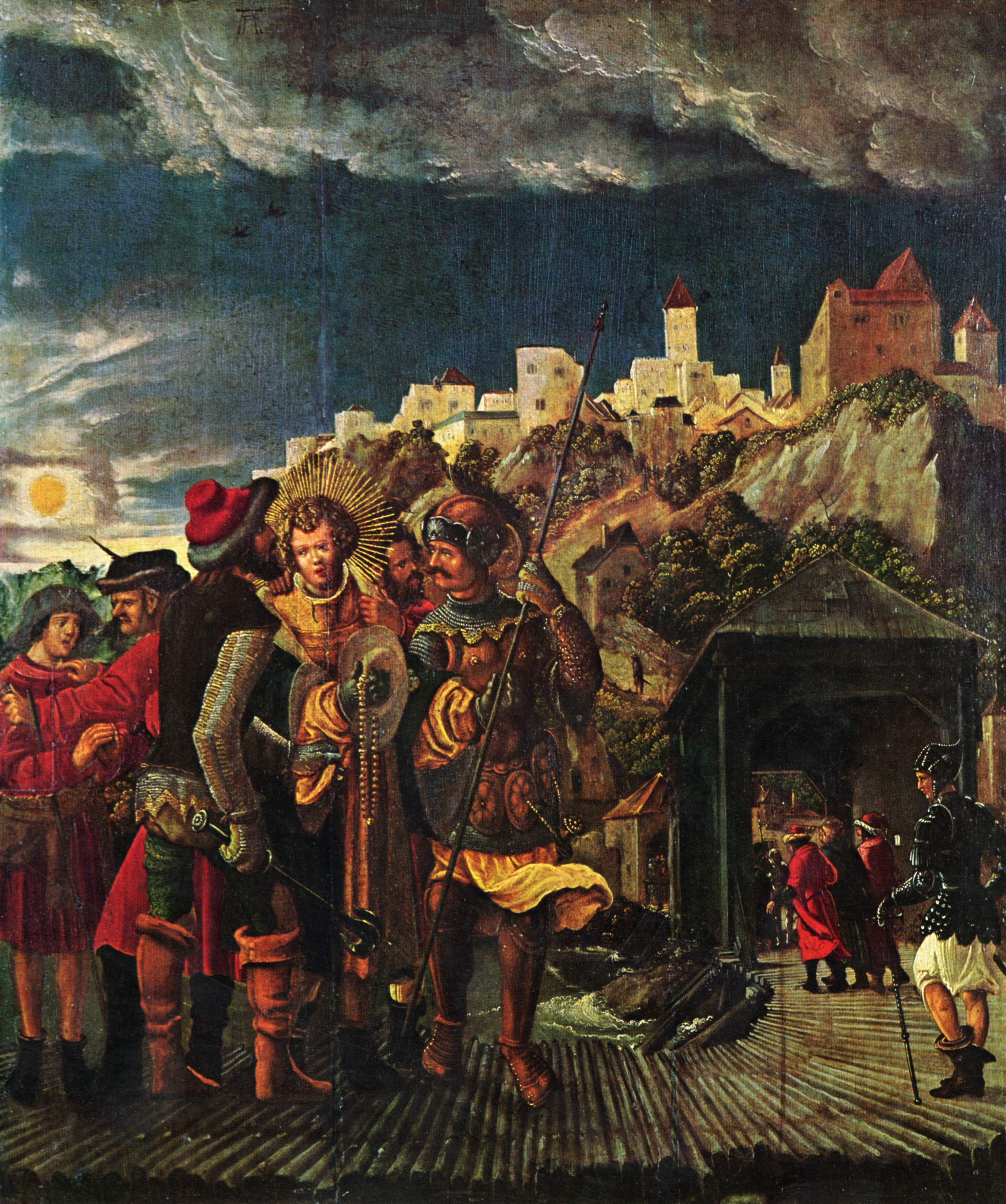
Пленение святого Флориана. 1516-1518
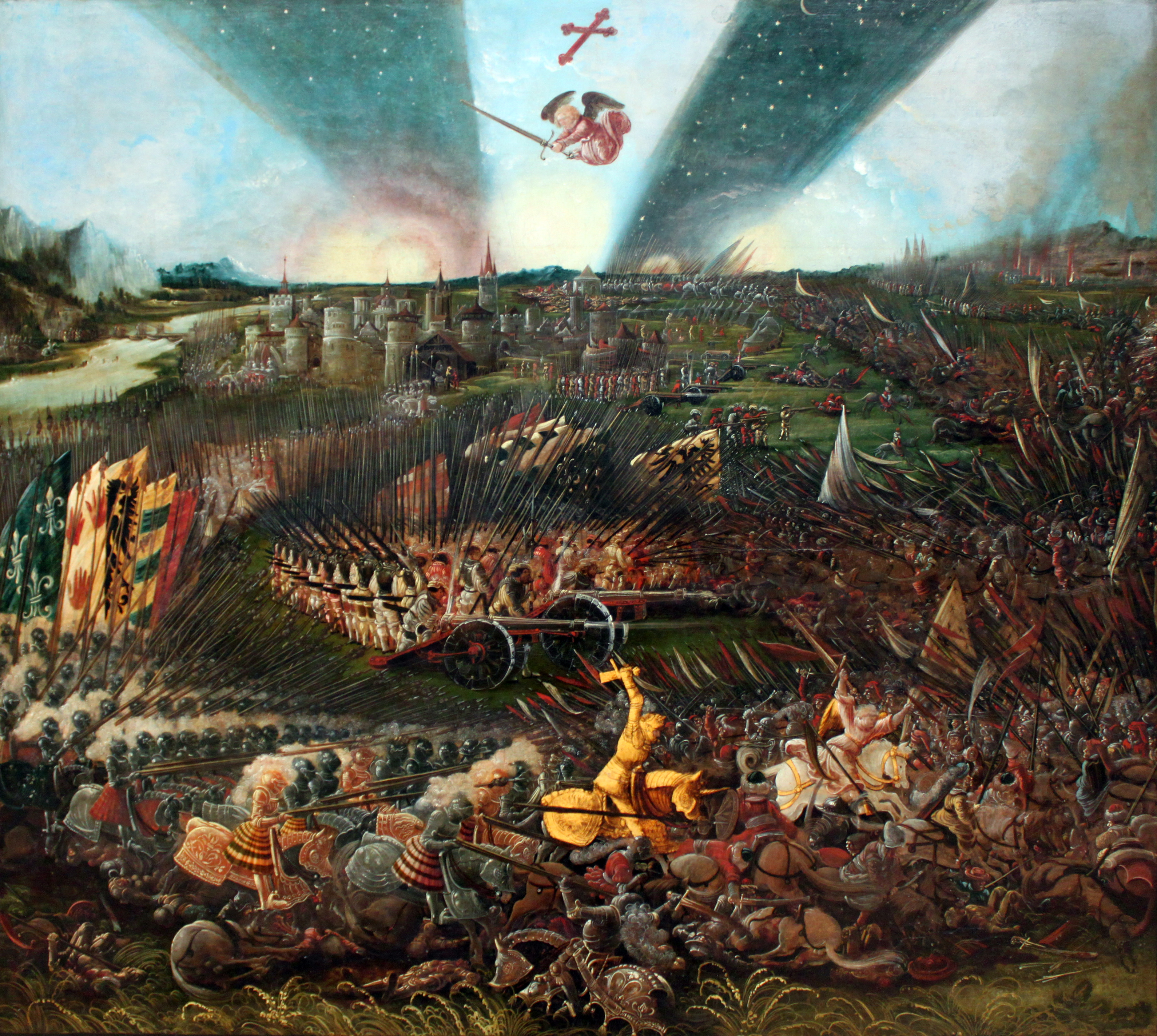
Победа Карла Великого над аварами у Регенсбурга. 1518
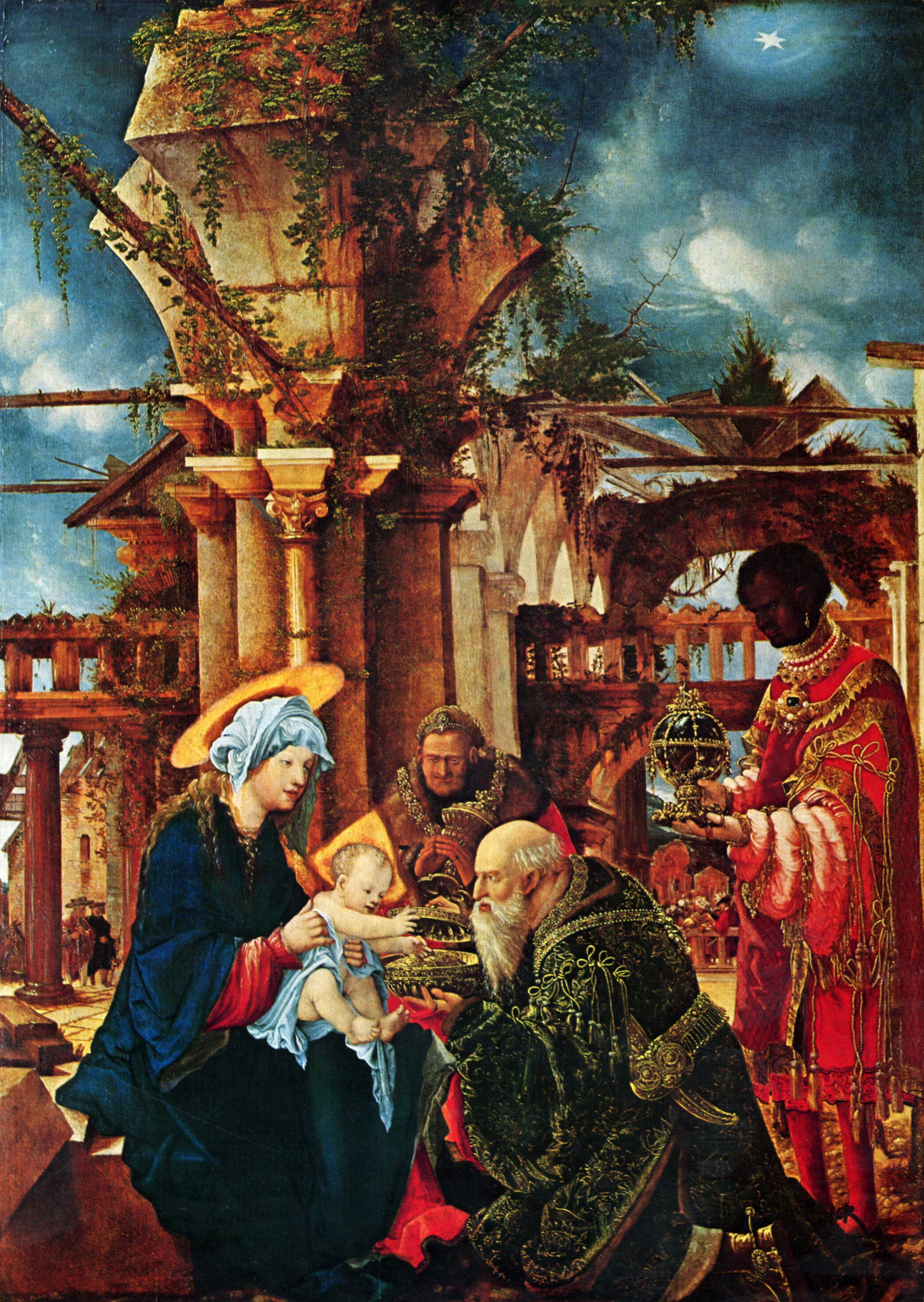
Поклонение волхвов. 1530-1535